# Zespół Społecznych Szkół Ogólnokształcących Mistrzostwa Sportowego w Krakowie
Zespół Społecznych Szkół Ogólnokształcących Mistrzostwa Sportowego w Krakowie im. Józefa Kałuży i Henryka Reymana – zespół szkół, na który składają się Społeczne Gimnazjum Sportowe i Społeczne Liceum Ogólnokształcące Mistrzostwa Sportowego, utworzona w 1996 jako Szkoła Mistrzostwa Sportowego Piłki Nożnej w Krakowie. Organem założycielskim i prowadzącym jednostki jest MKS Cracovia SSA. Placówka położona jest przy ulicy Szablowskiego 1.
Absolwentami szkoły są m.in.:
- Jakub Błaszczykowski
- Mateusz Klich
- Jakub Świerczok
- Paweł Brożek
- Piotr Brożek
- Adam Kokoszka
- Paweł Strąk
- Marcin Juszczyk
- Dariusz Zawadzki
- Grzegorz Pasiut
- Patryk Wajda